# Gene LeBell
Ivan Gene LeBell (Los Angeles, 9 de outubro de 1932 – Los Angeles, 9 de agosto de 2022) foi um artista marcial americano, dublê, ator e ex-lutador profissional de MMA (quando esta modalidade ainda nem existia). Apelidado de "The Godfather of Grappling", LeBell é amplamente creditado por popularizar o grappling nos círculos de luta profissional, servindo como um precursor das artes marciais mistas modernas. LeBell também trabalhou em mais de 1 000 filmes e programas de TV e é autor de 12 livros.
Em 2000, a Federação de Ju-Jitsu dos Estados Unidos (USJJF) o promoveu a 9º Dan em jujitsu e taihojutsu. Em 7 de agosto de 2004, a World Martial Arts Masters Association promoveu LeBell ao 10º grau e em fevereiro de 2005, ele foi promovido a 9º Dan em Judô Tradicional pela USJJF.
LeBell serviu de inspiração para o personagem de Cliff Booth no filme Once Upon a Time in Hollywood, de Quentin Tarantino.

## Biografia
Natural de Los Angeles, Califórnia, LeBell começou a treinar luta livre e boxe desde a infância, influenciado por sua mãe, "Red Head" Aileen Eaton, uma promotora de ambos os esportes que era dona do Auditório Olímpico de Los Angeles. LeBell começou o catch wrestling com Ed "Strangler" Lewis aos 7 anos, e mais tarde também passou a treinar judô. Depois da faixa-preta, foi ao Japão treinar judô na tradicional escola Kodokan.

### Carreira
Depois de retornar aos Estados Unidos, LeBell competiu como peso pesado. Em 1954 e 1955, com apenas 22 anos de idade, ele conquistou o Campeonato Nacional de Judô da União Atlética Amadora de peso pesado e geral. Sua primeira partida foi contra John Osako, um dos judocas mais bem classificados em nível nacional. LeBell ganhou a vitória por meio de um osaekomi. Depois, atraído por melhores ganhos potenciais e pelo legado da família no negócio, LeBell fez a transição para a luta livre profissional. Apesar de seu pedigree, ele não se superou imediatamente com o público, mas aos poucos se tornou conhecido por sua formação em artes marciais. Ele acabou adotando o papel de "policial" para a promoção, mantendo a lei e a ordem, especialmente durante as lutas envolvendo seu irmão Mike LeBell. Gene também lutou sob uma máscara preta como The Hangman, fazendo parceria com Roy Staggs.

#### A famosa luta contraMilo Savage
Em 1963, ocorreu aquela que é considerada a primeira luta de MMA dos EUA.
À época, LeBell se envolveu com um desafio do boxeador e escritor Jim Beck para os praticantes das artes marciais japonesas. Beck afirmou que um boxeador poderia derrotar qualquer artista marcial em uma luta direta e ofereceu US$ 1 000,00 para qualquer um que pudesse provar o contrário. Beck revelou um conhecimento muito limitado de artes marciais, aparentemente confundindo judô com caratê.
Incentivado por Ed Parker, LeBell aceitou o desafio e viajou para Salt Lake City para encontrar Beck. Para sua surpresa, LeBell descobriu que seu oponente não seria Beck, mas um boxeador mais conceituado, Milo Savage, que também tinha experiência em wrestling amador. Chegou-se a um acordo para que a luta durasse cinco rounds, cada um com duração de três minutos. O lado do boxeador exigia uma estipulação em que o menor e mais velho Savage (Savage tinha 39 anos enquanto LeBell tinha 31 na data da luta) poderia usar qualquer tipo de soco, enquanto o judoca não poderia chutar, na aparente crença de que LeBell era um carateca. Uma estipulação adicional impedia LeBell de tentar tackle ou quedas abaixo da cintura. Em troca, Savage se ofereceu para usar um judogi. No entanto, no dia da partida, Savage apareceu usando um karategi, muito mais apertado e difícil de agarrar. O acampamento Savage alegou que não sabia a diferença. Além disso, de acordo com LeBell e outras fontes, as luvas de Savage continham soqueiras e ele tinha untado o kimono com vaselina para tornar mais difícil segurá-lo. As estipulações incomuns convenceram LeBell de que o camp de Savage, longe de ser ignorante sobre artes marciais, havia treinado Savage no judô para se defender contra os arremessos de LeBell.
A luta ocorreu em 2 de dezembro de 1963. Os combatentes foram inicialmente cautelosos, com LeBell sendo o primeiro a pressionar a ação ao tentar derrubar Savage. O boxeador bloqueou o movimento, o que agravou uma antiga lesão no ombro de LeBell. LeBell tentou várias técnicas no segundo e terceiro round e finalmente teve sucesso em derrubar Savage, mas Savage continuou defendendo tanto em pé quanto no chão de uma maneira muito técnica, aparentemente confirmando a teoria de LeBell sobre o treinamento de grappling de seu oponente. Savage até tentou derrubar o judoca em uma instância. No entanto, LeBell conseguiu montar e encontrou a oportunidade de executar um armlock, mas ele optou por buscar um estrangulamento, concluindo que Savage não se renderia a um braço quebrado. Finalmente, ele executou um harai goshi esquerdo no quarto assalto e seguido por um mata-leão. Em segundos, Savage caiu inconsciente e LeBell foi declarado o vencedor.
A derrota de Savage, o favorito da cidade, fez com que a multidão reagisse violentamente. Garrafas, cadeiras e outros detritos foram jogados no ringue. Para evitar uma confusão total, o herói da cidade natal e classificado como boxeador profissional Jay Fullmer entrou no ringue para parabenizar LeBell. O judoca e sua equipe mostraram seu espírito esportivo ajudando a reanimar Savage com kappo, já que nem o árbitro nem o médico do ringue sabiam como ressuscitá-lo. Apesar disso, um homem tentou esfaquear LeBell na saída e este teve que ser protegido pelos judocas e lutadores profissionais que o acompanhavam.
Em 9 de agosto de 2022, LeBell faleceu enquanto dormia.